# Nothura boraquira
Nothura boraquira là một loài chim trong họ Tinamidae.